# Ptilanthelium
Ptilanthelium es un género de plantas herbáceas con tres especies de la familia de las ciperáceas.    
Las especies están consideradas sinónimos de otros géneros.

## Especies
- Ptilanthelium chauvinii Steud.
- Ptilanthelium deustum (R.Br.) Kük.
- Ptilanthelium graciliceps (C.B.Clarke) Kük.